# NGC 1095
NGC 1095 este o galaxie spirală situată în constelația Balena. A fost descoperită în 11 decembrie 1876 de către Édouard Stephan⁠(d). Se află la o distanță de 71,78 de megaparseci de Pământ.